# قدري باشا
قدري باشا (بالتركية: Cenanizade Mehmed Kadri Paşa)‏ كان الصدر الأعظم للدولة العثمانية في الفترة ما بين 9 يونيو 1880 حتى 12 سبتمبر 1880. تُوفي في 1884 بمدينة أدرنة.